# Alegeri legislative în Regatul Unit, 1812
Alegerile pentru al cincilea Parlament din Regatul Unit au avut loc pentru a patra oară după unirea Marii Britanie cu Irlanda.
Al patrulea Parlament al Marii Britaniei a fost dizolvat la 29 septembrie 1812. Noul Parlament a fost convocat la 24 noiembrie 1812 pentru maxim șapte ani. Termenul maxim ar fi putut avea loc în mod normal, însă monarhul a dizolvat Parlamentul înainte ca acest termen să expire.

## Situația politică
În urma alegerilor din 1807 Ministerul Conservator Pittite condus de către prim-ministru, care era Ducele de Portland (declarat a fi liberal), a continuat urmărirea penală a Războaielor Napoleoniene.
În centrul opoziției se aflau liberal-conservatorii Foxite care au condus de la moartea Contelui Grey (cunoscut sub titlul de Vicontele Howick, membru al Camerei Comunelor în perioada 1806-1807). Totuși, așa cum observă Ford „afacerile partidului din această perioadă au fost într-o stare de incertitudine și confuzie". Grey nu a fost un lider precum a fost Fox. După ce Grey a moștenit rangul de aristrocrat și a plecat la Camera Lorzilor în 1807, conducerea partidului din Camera Comunelor a fost extrem de slabă. 
Partidul Grenvillites, era asociat cu prim-ministrul liberal  William Wyndham Grenville, Primul Baron Grenville. Acesta a făcut parte din opoziție însă a avut o importanță mai mică decât partidul Foxites. În ciuda acestui fapt, Grenville a fost recunoscut ca primul lider al opoziției din Camera Lorzilor.
O rudă a soției lui Grey, George Ponsonby, a fost propusă de către deputații liberali Grey și Grenville ca lider în Camera Comunelor al liberalilor. Posonby a fost prima persoană recunoscută drept liderul oficial al opoziției în Camera Comunelor. Acesta s-a dovedit a fi incompetent, dar nu a putut fi convins să demisioneze. Până în 1812 gruparea membrilor partidului conservator a fost asociată cu un alt fost prim-ministru Henry Addington, Primul Viconte Sidmouth.
Cei mai puțini membri ai opoziției au fost Radicalii. Ei au avut diferențe filosofice cu liberal-conservatorii ( aceștia se considerau mai aristrocrați), dar în cele din urmă, au votat pentru ei în Parlament.
În 1809, Portland a demisionat din cauza stării de sănătate precare. Noul prim-ministru conservator a fost Spencer Perceval care la data de 11 mai 1812 a fost asasinat. Funcția a fost preluată de Robert Jenkinson, al doilea Conte de Liverpool, care l-a adus și pe Sidmouth în cabinet, dar nu a reușit să-l atragă și pe Grenville. Aceasta a fost o altă etapă în dezvoltarea sistemului a două partide, pe care Torries l-a sprijinit, însă tot guvernul liberal s-a opus.
Torries a revenit la putere pentru încă un mandat după alegerile generale din 1812.

## Calendarul alegerilor
În această perioadă, nu a trecut nici o zi fără a avea alegeri. După ce a primit un mandat (comandă regală), pentru alegerile ce vor avea loc, coordonatorul de credite locale a stabilit calendarul alegerilor pentru circumscripția electorală specială. Votarea a continuat mai multe zile.
Un exemplu în ceea ce s-a întamplat la alegerile generale din 1812, a fost circumscripția Irlandeză de Westmeath.
Walker confirmă data alegerilor pe 24 octombrie 1812.
Stooks Smith confirmă faptul că au fost trei zile de votare, timp în care 950 de alegători au mers la urne și au votat. Au fost depuse mai multe contestații.
Votarea în Berkshire  la alegerile generale din 1812 au durat 15 zile (1992 alegători cu drept de vot).
Timpul dintre prima și ultima contestație a alegerilor generale a fost între 5 octombrie și 10 noiembrie 1812.

## Rezumatul circumscripțiilor
Simbolurile din tabelurile următoare sunt: BC - Borough/Burgh constituencies, CC - County constituencies, UC - University constituencies, Total C - Total constituencies, BMP - Borough/Burgh Members of Parliament, CMP - County Members of Parliament, UMP - University Members of Parliament.

Tabel 1: Circumscriși și membri de partid, după tip și țară
| Țara         | BC  | CC  | UC | Total C | BMP | CMP | UMP | Total MPs |
| ------------ | --- | --- | -- | ------- | --- | --- | --- | --------- |
| Anglia       | 202 | 39  | 2  | 243     | 404 | 78  | 4   | 486       |
| Țara Galilor | 13  | 13  | 0  | 26      | 13  | 14  | 0   | 27        |
| Scoția       | 15  | 30  | 0  | 45      | 15  | 30  | 0   | 45        |
| Irlanda      | 33  | 32  | 1  | 66      | 35  | 64  | 1   | 100       |
| Total        | 263 | 114 | 3  | 380     | 467 | 176 | 5   | 658       |

Table 2: Numărul de locuri pentru fiecare circumscripție electorală, după tip și țara
| Țara         | BCx1 | BCx2 | BCx4 | CCx1 | CCx2 | UCx1 | UCx2 | Total C |
| ------------ | ---- | ---- | ---- | ---- | ---- | ---- | ---- | ------- |
| Anglia       | 4    | 196  | 2    | 0    | 39   | 0    | 2    | 243     |
| Țara Galilor | 13   | 0    | 0    | 12   | 1    | 0    | 0    | 26      |
| Scoția       | 15   | 0    | 0    | 30   | 0    | 0    | 0    | 45      |
| Irlanda      | 31   | 2    | 0    | 0    | 32   | 1    | 0    | 66      |
| Total        | 63   | 198  | 2    | 42   | 72   | 1    | 2    | 380     |

Surse:
(Datele alegerilor) Notă de subsol la Tabelul 5.02 British Electoral Facts 1832-1999, compilat și editat de Colin Rallings și Michael Thrasher (Ashgate Publishing Ltd 2000).
(Types of constituencies - Great Britain) British Historical Facts 1760-1830, de Chris Cook și John Stevenson (The Macmillan Press 1980).
(Types of constituencies - Ireland) Parliamentary Election Results in Ireland 1801-1922,editat de B.M. Walker (Royal Irish Academy 1978).